# Camisia dictyna
Camisia dictyna är en kvalsterart som beskrevs av Matthew J. Colloff 1993. Camisia dictyna ingår i släktet Camisia och familjen Camisiidae. Inga underarter finns listade.